# Tetraloniella elsei
Tetraloniella elsei är en biart som beskrevs av Constance Margaret Eardley 1989. Tetraloniella elsei ingår i släktet Tetraloniella och familjen långtungebin. Inga underarter finns listade i Catalogue of Life.